# Josamarant
Josamarant (latin: Lagonosticta sanguinodorsalis) er en pragtfinke, der lever i det nordlige Nigeria.